# Eric Hebborn
Eric Hebborn (1934-1996) est un artiste et faussaire britannique, spécialisé dans l'imitation de dessins du XVIe – XVIIe siècles ; installé à Rome, il meurt assassiné après avoir réussi à tromper les plus grands experts de son pays.

## Biographie
Né à South Kensington, Londres, dans un milieu appartenant à la classe moyenne. Selon Hebborn, sa mère le frappait constamment. À l'âge de huit ans, il met le feu au bureau de son instituteur, et est envoyé en maison de correction. Vers l'âge de quinze ans, doué en dessin, il expose pour la première fois au Maldon Art Club. Il entre ensuite à la Chelmsford Art School puis à la Walthamstow Art School, avant de tenter le concours d'entrée de la Royal Academy. Son brillant parcours au sein de cette institution lui permet de décrocher le Hacker Prize récompensant le portrait, puis une médaille d'argent et enfin le prix de Rome britannique en gravure qui lui permet de partir deux ans séjourner dans la capitale italienne (1959-1960), où il rencontre le critique d'art Anthony Blunt qui admire ses dessins, les comparant à ceux de Nicolas Poussin (dont Blunt est le spécialiste). Revenu à Londres, il travaille pour un restaurateur d'art, George Aczel avec qui, se sentant exploité, il se brouille ; Aczel le forçait à pratiquer le repeint plus que de raison, entre autres sur des surfaces laissées vierges, dans le but de gagner plus d'argent.  
Dans les années 1960, Hebborn ne parvient pas à percer comme artiste. Il vit à cette époque avec le critique d'art Graham David Smith (en) qui lui présente un couple d'antiquaires à Leicester Square où il découvre des stocks de papiers anciens, sur lesquels il commence à fabriquer de faux dessins anciens. Smith devait témoigner que son ami vendit alors des imitations comme authentiques à leur propriétaire, mais aussi à des galeries sur Bond Street, ainsi qu'à Christie's, à deux ou trois occasions. Certains traits sont empruntés à Andrea Schiavone.
Le couple d'amis part ensuite ouvrir à Rome une galerie. Spécialisé dans le dessin à la plume, Hebborn produit des centaines de motifs imitant entre autres le style de Jan Brueghel le Jeune, Giorgio Ghisi, Andrea Mantegna, Le Piranèse... La demande sur les maniéristes étant forte, ses productions trouvent facilement preneurs, couvertes par l'expertise positive de critiques et d'experts reconnus comme John Pope-Hennessy qui avouera plus tard s'être laissé prendre par la qualité confondante des imitations.
En 1978, un conservateur de la National Gallery of Art (Washington), Konrad Oberhuber, examine deux dessins provenant de chez Colnaghi, un marchand d'art londonien réputé : l'un est de Savelli Sperandio (vers 1431-1504), l'autre de Francesco del Cossa (vers 1436-1478). Oberhuber remarque que les deux travaux sont exécutés sur un papier filigrané provenant du même fabricant, cas hautement improbable, puisque l'un travaille sur des supports provenant d'artisans de Mantoue, l'autre de Ferrare. De plus, les deux morceaux proviennent exactement du même échantillon. Poursuivant son enquête, il en découvre un troisième du même acabit à la Morgan Library, lequel provient aussi d'un achat auprès de Colnaghi. Le marchand, contacté par Oberhuber, révèle que tous ces dessins authentifiés par trois experts, proviennent de la galerie romaine d'Eric Hebborn. Colnaghi va mettre près de deux ans avant d'oser ébruiter l'affaire, d'autant que Hebborn est à l'origine d'une centaine de transactions. Tous ses dessins semblent irréprochables, déconcertant les plus grands experts. On estime que jusqu'en 1988, Hebborn fabrique plus de 500 dessins, pour une valeur marchande approchant les 30 millions de dollars.
En 1984, lors d'une interview, Hebborn, filmé chez lui à Rome en gentleman farmer barbu, confesse devant les caméras quelques imitations frauduleuses, sans toutefois reconnaître qu'il a inondé une partie du marché, et profite des médias pour dénigrer l'ensemble des experts britanniques qu'il estime incompétents.
En 1991, il publie son autobiographie, Drawn to Trouble, dans laquelle il enfonce le clou, s'en prenant aux marchands, au monde de l'art en général, motivés par l'argent ; il rappelle que la plupart de ses dessins ont été reconnus authentiques par les plus grands experts et donne quelques exemples illustrés comparatifs, mettant au défi de distinguer le vrai du faux. Trois ans plus tard, il publie The Art Forger's Handbook, un manuel pratique expliquant ses techniques de fabrication (choix du papier, fabrication d'une encre naturelle, choix des motifs, ajouts de fausses marques de collectionneurs). La BBC réalise la même année un documentaire sur lui, Eric Hebborn: Portrait Of A Master Forger.
Le 8 janvier 1996, Hebborn est retrouvé inconscient dans une rue de Rome, victime d'une agression. Transporté à l'hôpital, souffrant d'un grave traumatisme crânien, il meurt trois jours plus tard. L'enquête n'a mené à aucune piste concluante,.
Actuellement, un nombre important de dessins soupçonné d'être de sa main continue à faire débat au sein d'importantes collections publiques. L'un de ses derniers projets littéraires, un essai intitulé The Language of Line, semblait avoir disparu : or des extraits du manuscrit inédit paraissent dans The Guardian, en août 2015, transmis par Brian Balfour-Oatts (en), l'ancien agent de Hebborn.

## Essais
- (en) Drawn to Trouble, Mainstream, 1991  (ISBN 1-85158-369-6).
- (en) The Art Forger's Handbook, Overlook, 1997 (posthume)  (ISBN 1-58567-626-8).
- (en) Confessions of a Master Forger, Cassell, 1997 (posthume, reprint de Drawn to Trouble, préfacé par Brian Balfour-Oatts)  (ISBN 0-304-35023-0).